# Tempio di Apollo Palatino
Il tempio di Apollo Palatino era un tempio dell'antica Roma, sul colle Palatino.

## Storia

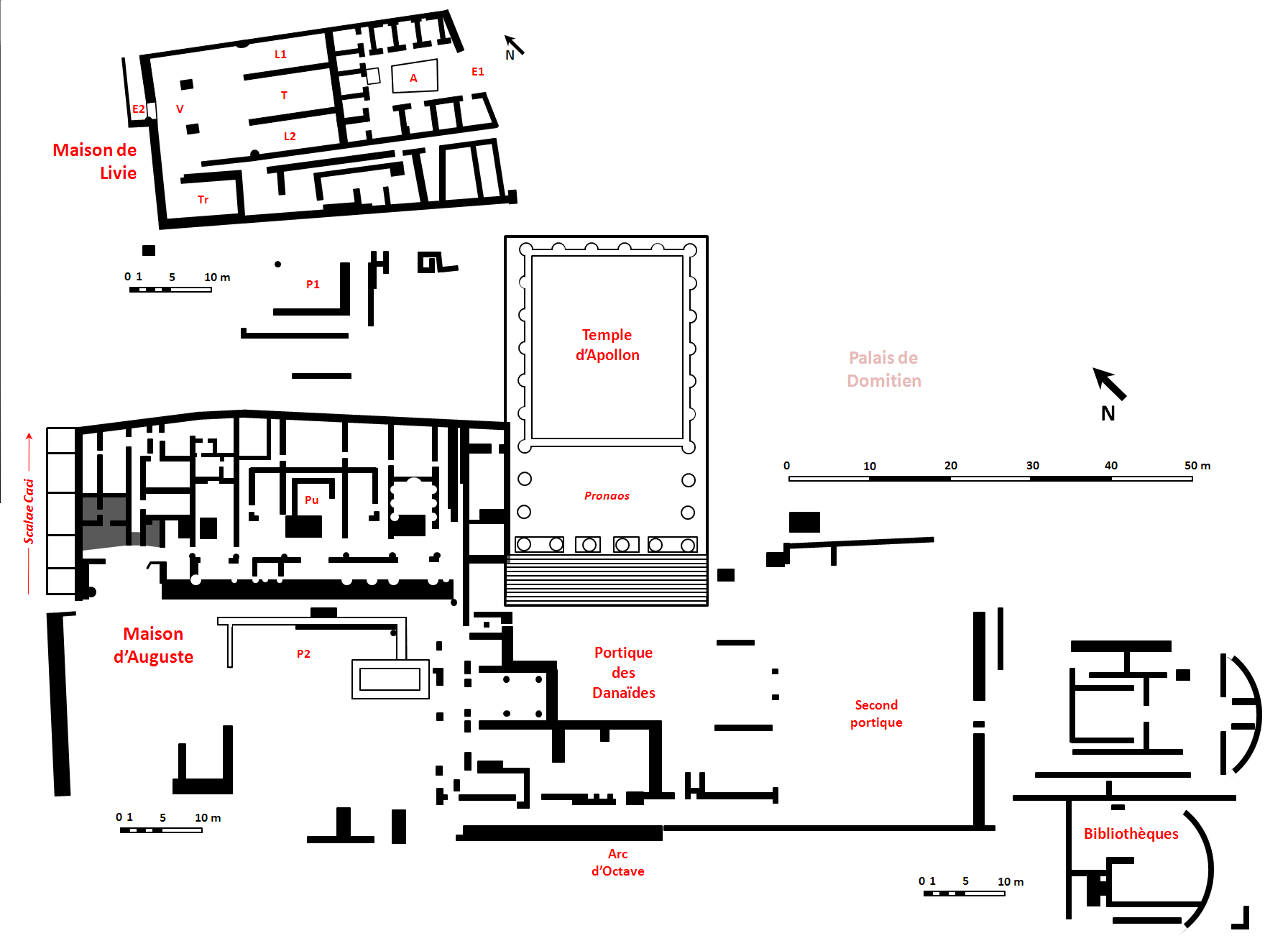
Planimetria dell'area Apollinis, con il tempio, il portico, la casa di Augusto e la casa di Livia

Fu promesso in voto da Ottaviano per la vittoria ottenuta a Nauloco contro Sesto Pompeo nel 36 a.C. e venne costruito nel luogo in cui era caduto un fulmine all'interno delle proprietà di Augusto sul Palatino. Il tempio venne dedicato il 9 ottobre del 28 a.C. e in seguito ceduto allo Stato; celebra anche la vittoria ottenuta ad Azio su Marco Antonio. Vi si svolsero gran parte delle cerimonie per la celebrazione dei ludi seculares nel 17 a.C.
Nel tempio e nella vicina biblioteca si riuniva spesso il Senato romano in epoca imperiale, segno della soggezione al principe dell'antico organo repubblicano.
Andò distrutto in un incendio divampato il 19 marzo 363, ma, grazie agli sforzi dei soccorritori, si salvarono le profezie cumane ivi contenute.
I resti dell'edificio furono scavati nel 1865 e nel 1870 da Rosa, poi da Bartoli nel 1937 e da Gianfilippo Carettoni dal 1956 in una zona in forte declivio verso il Circo Massimo.
Il rinvenimento al di sotto del tempio di strati repubblicani di abitazioni con pavimenti in mosaico ha confermato la datazione augustea dell'edificio (incompatibile con l'altra ipotesi attributiva, il tempio di Giove Vincitore, del 295 a.C.) e fugando quindi ogni dubbio circa l'individuazione del tempio e della vicina casa di Augusto, nella quale era stato ricavato l'edificio sacro.

## Descrizione

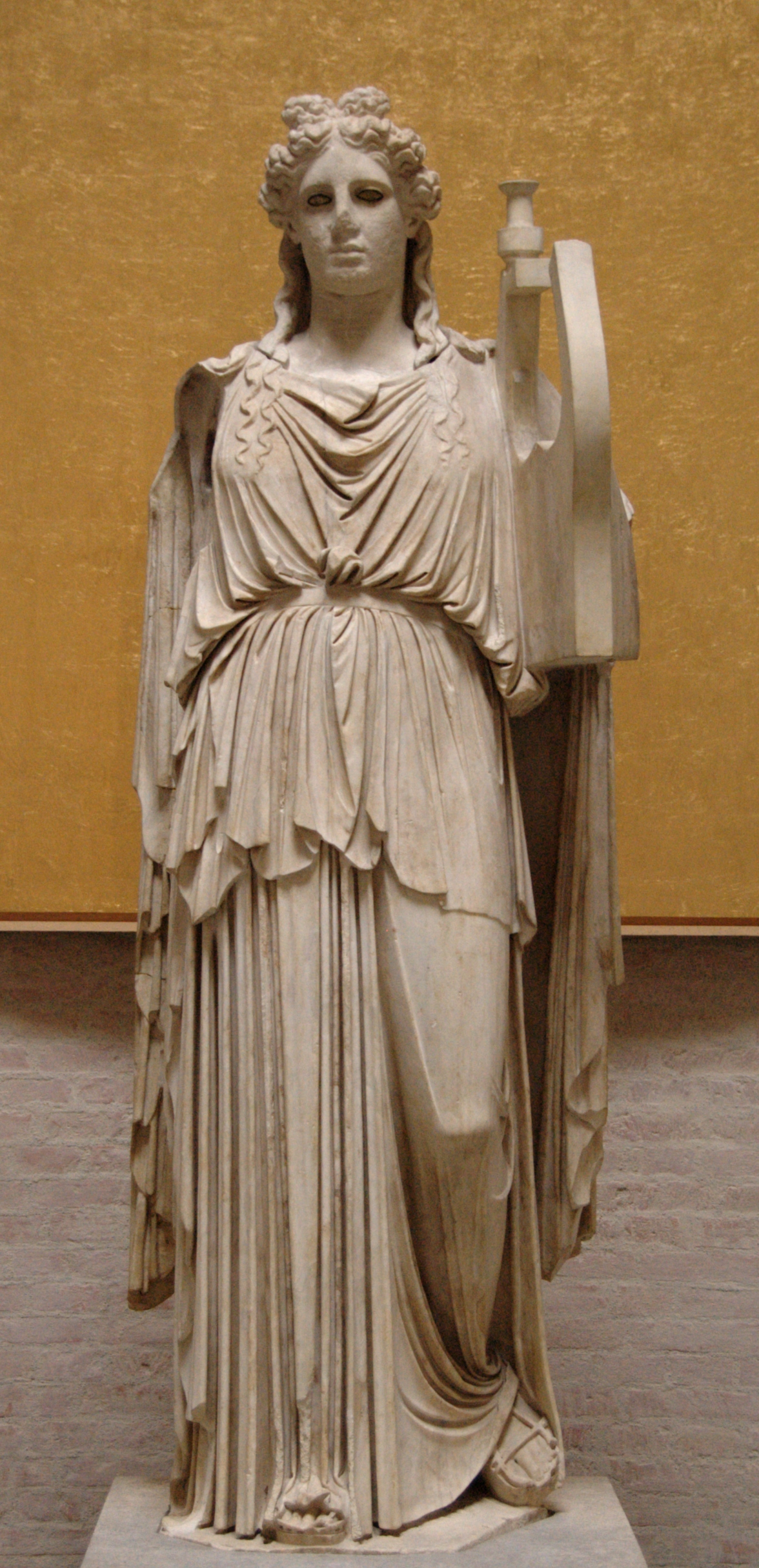
Apollo Barberini, probabile copia della statua di culto di Scopas del tempio di Apollo Palatino, Gliptoteca di Monaco (inv. 211)

L'area antistante il tempio (area Apollinis) era una terrazza artificiale (70 × 30 m), poggiante su costruzioni in opera quadrata. Nella parte settentrionale della terrazza il tempio si elevava su un alto podio, costruito in blocchi di tufo e travertino nelle parti portanti e con i tratti intermedi riempiti in cementizio. Il podio fu ritrovato quasi completamente spogliato del rivestimento. Nulla si conserva dell'alzato del tempio sopra il podio.
L'alzato era in blocchi di marmo lunense (di Carrara). Il tempio era probabilmente prostilo esastilo o periptero ottastilo. Indagini più recenti dimostrano che il tempio aveva un pronao con sei colonne sulla facciata, mentre sui lati l'ordine proseguiva con semicolonne addossate ai muri esterni della cella. Restano tracce del pavimento marmoreo, delle colonne e dei capitelli corinzi. La distanza fra le colonne era pari a tre volte il diametro delle colonne.
Il pronao era preceduto da una scalinata orientata a sudovest.
Negli scavi furono rinvenute diverse lastre in terracotta con rilievi policromi figurati rappresentanti soggetti mitologici. Appartengono al tipo delle "lastre Campana" e raffigurano vari soggetti in stile arcaistico: Perseo e Atena con medusa, Contesa di Heracle e Apollo per il tripode delfico, Cariatidi... Esse dovevano appartenere a un edificio antico della zona, forse il portico delle Danaidi e sono databili tra il 36 e il 28 a.C. Oggi sono conservate nell'Antiquarium del Palatino.

## Tesori artistici

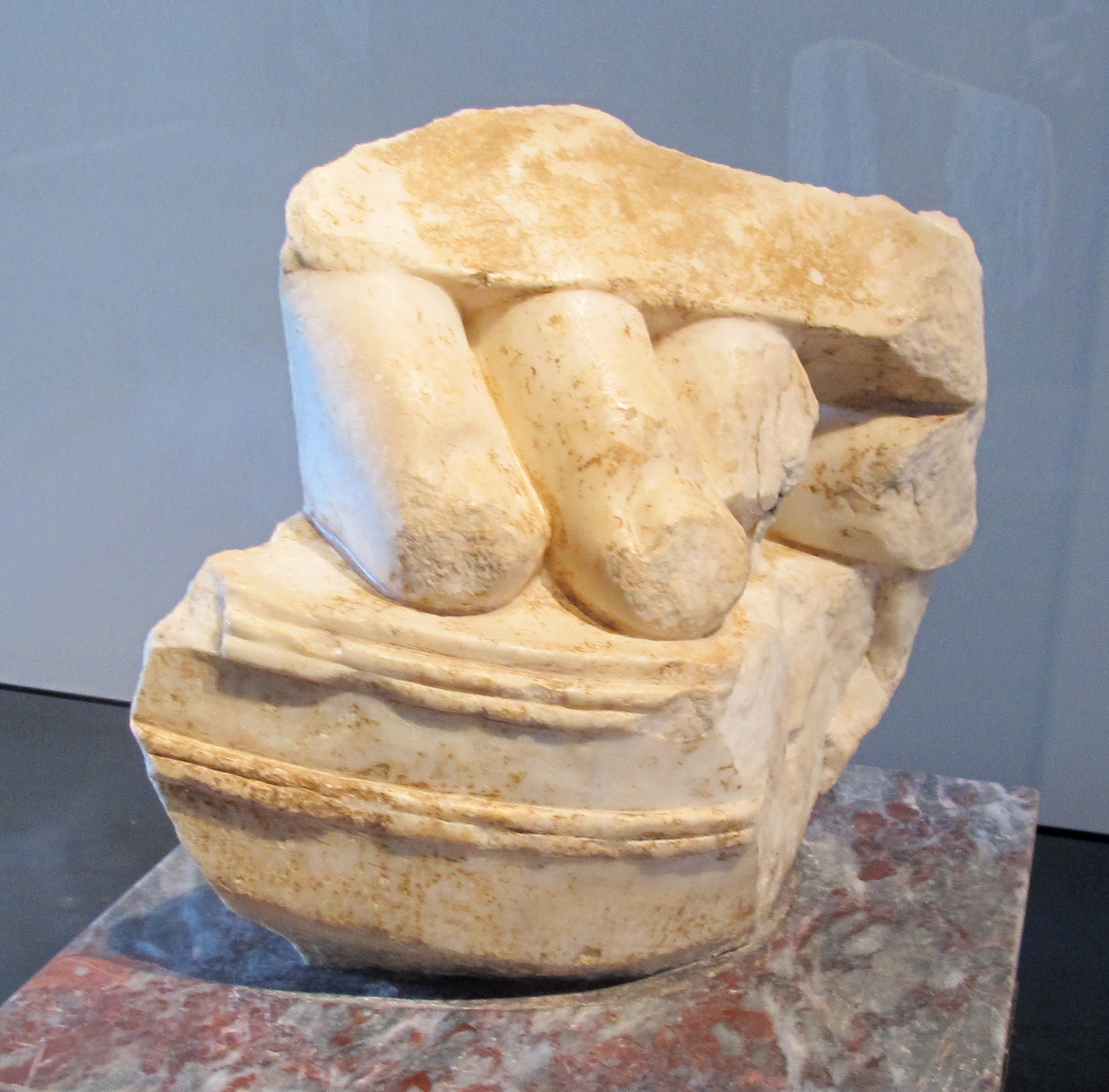
Frammento del piede dell'Apollo Palatino, età augustea (museo Palatino)

Le fonti antiche ce lo tramandano con porte in avorio e sede di numerose opere di scultura: due bassorilievi con i Galati cacciati da Delfi ("tripode delfico") e con il mito dei Niobidi e sculture di Bupalos e Athenis, scultori di Chio della seconda metà del VI secolo a.C., sul frontone. Svetonio aggiunge:
(Svetonio, Augustus, 52)
Il gruppo di culto all'interno della cella era composto da tre statue:
- una statua di Apollo citaredo, opera dello scultore Scopas e forse proveniente dal santuario di Apollo a Ramnunte, in Attica,
- una di Diana, opera di Timoteo,
- una di Latona, scolpita da Cefisodoto il Giovane

Nel basamento della statua di Apollo erano stati deposti i libri sibillini, qui trasferiti dal tempio di Giove sul Campidoglio.
(Svetonio, Augustus, 31.)

## L’area Apollinis
Il tempio era circondato da un portico (portico delle Danaidi) con colonne in marmo giallo antico e con le statue delle cinquanta figlie di Danao inserite tra i fusti, l'effigie di Danao con la spada sguainata e le statue equestri dei figli di Egitto.
Davanti al tempio (area Apollinis) vi era un altare affiancato dalle sculture della Mandria di Mirone e da una statua di Apollo in marmo greco (che è stata rinvenuta e che pare non sia la statua di culto), collocata su un basamento ornato da rostri.
La contigua biblioteca (bibliotheca ad Apollinis), secondo la Forma Urbis Severiana, era costituita da due sale absidate, con le pareti ornate da un ordine di colonne: gli scarsi resti sono pertinenti a un rifacimento domizianeo.
La casa privata di Ottaviano era direttamente collegata alla terrazza del santuario per mezzo di corridoi voltati e affrescati. Questo stretto legame tra il santuario e la casa del princeps, che dominavano sul Circo Massimo, ripete gli schemi già presenti nelle residenze dei dinasti ellenistici.